# Heinz Reinefarth

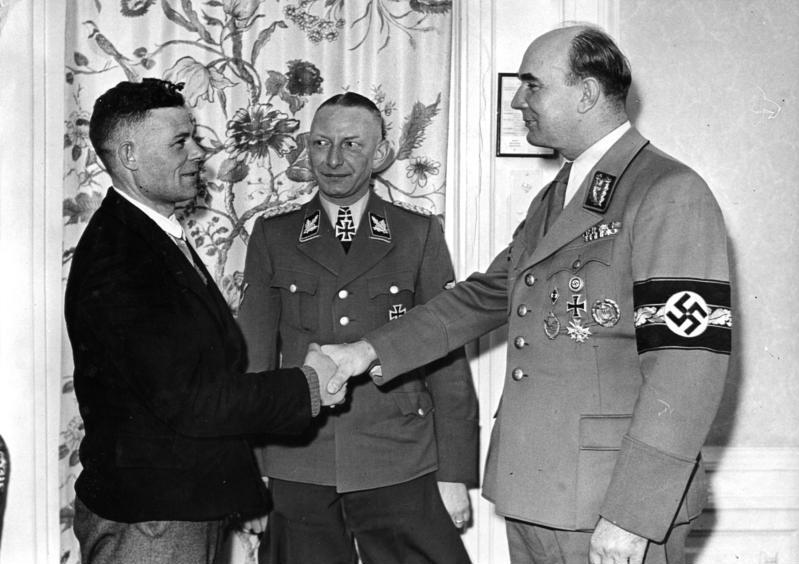
Heinz Reinefarth (w środku) wraz z Arthurem Greiserem wita milionowego Niemca przesiedlonego do Kraju Warty ze wschodniej Europy w ramach niemieckiej akcji przesiedleńczej Heim ins Reich – marzec 1944

Heinrich Friedrich Reinefarth (ur. 26 grudnia 1903 w Gnieźnie, zm. 7 maja 1979 w Westerland) – niemiecki wojskowy, od 1932 członek NSDAP, SS-Gruppenführer i Generalleutnant der Waffen-SS. Zbrodniarz hitlerowski, odpowiedzialny za liczne zbrodnie wojenne, popełnione przez wojska niemieckie podczas tłumienia powstania warszawskiego.
Po wojnie zachodnioniemiecki polityk. W latach 1951–1967 burmistrz miasta Westerland, w okresie 1958–1967 poseł do Landtagu Szlezwika-Holsztynu.
Nigdy nie poniósł odpowiedzialności za popełnione zbrodnie.

## Życiorys

### Wczesne lata
Reinefarth urodził się w Gnieźnie jako syn pruskiego sędziego Fritza Reinefartha (zm. 1945) i Berthy z domu am Ende (zm. 1932). Po przeniesieniu ojca do Chociebuża w 1907 pobierał tam w latach 1916–1922 nauki w miejscowym gimnazjum, potem studiował w latach 1922–1927 prawo na Uniwersytecie w Jenie. W 1930 ukończył aplikację sądową zdając egzamin asesorski i rozpoczął pracę w zawodzie jako adwokat i notariusz. 1 sierpnia 1932 wstąpił do NSDAP, a w grudniu tego roku także do SS.
W 1930 Reinefarth poślubił Adelheid (Heidi) Reichelt (1905-1986) i miał z nią dwoje dzieci: Petera (ur. 1933) i Inge (ur. 1936).

### Pierwsze lata II wojny światowej
Po wybuchu II wojny światowej Reinefarth walczył początkowo podczas kampanii wrześniowej, za co otrzymał Krzyż Żelazny II klasy. Następnie, w 337. pułku piechoty Wehrmachtu, brał udział w kampanii przeciwko Francji w 1940. Jeszcze jako podoficer (sierżant) wziął tam ze swym plutonem do niewoli 3 tys. żołnierzy francuskich i jako jeden z niewielu podoficerów został udekorowany Krzyżem Rycerskim. Wehrmacht opuścił w stopniu porucznika, przechodząc do rezerwy. Powołany w 1941 ponownie do Wehrmachtu, do swego 337. pułku piechoty, wziął udział w walkach na froncie wschodnim. Zaczął także szybko awansować w (cywilnej) SS i 20 kwietnia 1942 został generałem majorem policji oraz SS-Brigadeführerem.
Następnie został przydzielony do sztabu Głównego Inspektora SS w Protektoracie Czech i Moraw. We wrześniu 1943 przeniesiono go do Głównego Urzędu Policji Porządkowej SS (SS-Hauptamt Ordnungspolizei). 29 stycznia 1944 dołączył do sztabu wyższego dowódcy SS i Policji w Kraju Warty w okupowanej przez Niemców Polsce. Ponosi odpowiedzialność za liczne zbrodnie popełnione na Polakach i innych narodach zamieszkujących Kraj Warty, całkowicie wyjętych spod prawa przez III Rzeszę.

### Powstanie warszawskie i ostatni rok wojny
Po wybuchu powstania warszawskiego Reinefarth otrzymał rozkaz sformowania zgrupowania bojowego – złożonego z 16 kompanii policji (rekrutowanych głównie w Kraju Warty) i innych pododdziałów – a następnie przybycia do Warszawy. Jego oddziały zostały włączone do Grupy Korpuśnej von dem Bacha (Korpsgruppe von dem Bach), dowodzonej przez gen. Ericha von dem Bacha-Zelewskiego, który na rozkaz Himmlera miał stłumić powstanie.

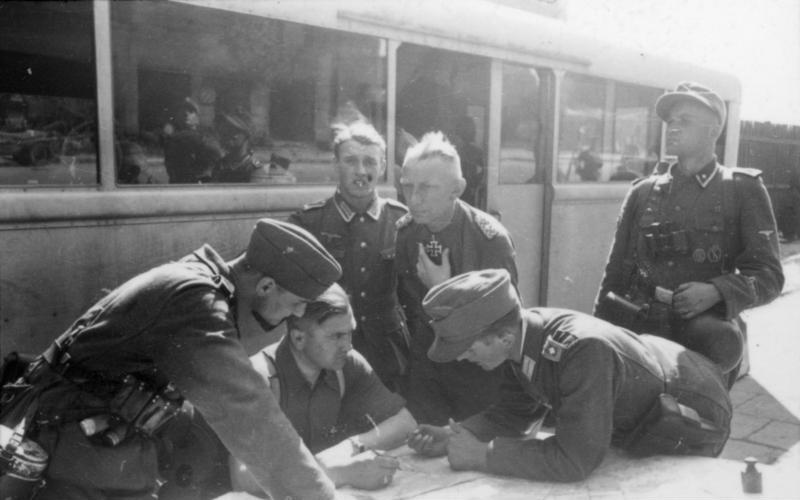
Powstanie warszawskie. Heinz Reinefarth na polowym stanowisku dowodzenia obok autobusu sztabowego ustawionego przy skrzyżowaniu ulic: Wolskiej i Syreny

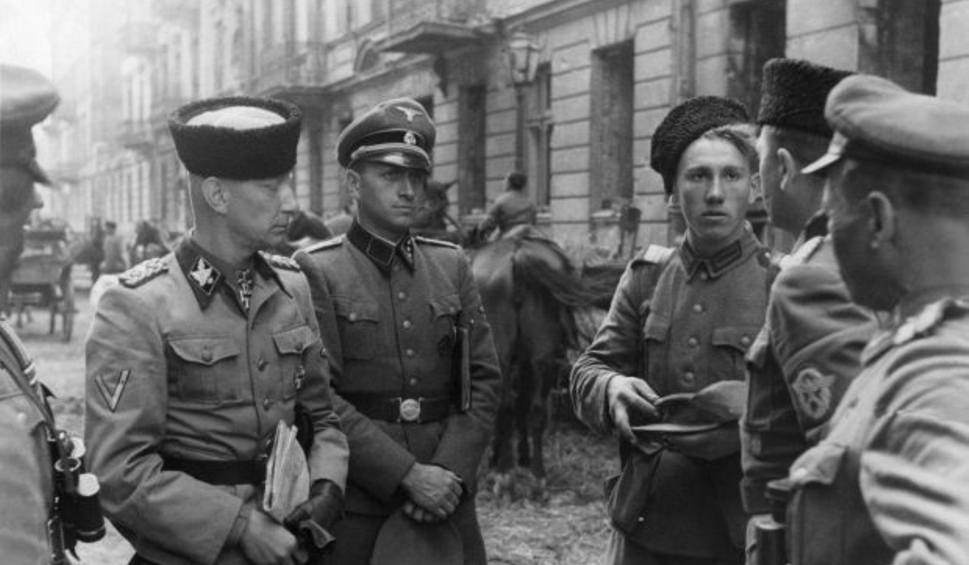
SS-Gruppenführer Heinz Reinefarth (pierwszy od lewej) w czapce „kubance” oraz żołnierze 3 Pułku Kozaków płk. Jakuba Bondarenki – okolice ul. Wolskiej w Warszawie

Od 5 sierpnia 1944 oddziały Reinefartha brały udział w walkach na Woli. W ciągu kilku dni wymordowały w masowych egzekucjach ok. 50 tysięcy cywilnych mieszkańców Warszawy. W jednym z raportów do dowództwa Reinefarth donosił, że nie ma już amunicji do dalszych rozstrzeliwań.
Po brutalnej pacyfikacji Woli jego oddziały brały następnie udział w ciężkich walkach z powstańcami na Starym Mieście. We wrześniu 1944 zostały przeniesione do walki z powstańcami na Powiślu i Czerniakowie. Dokładna liczba ofiar dowodzonych przez Reinefartha jednostek nie jest znana. Oprócz mordowania cywilów zajmowały się one bowiem także likwidacją jeńców wojennych oraz rannych w powstańczych szpitalach. W sumie liczba ofiar tych zbrodni może wynosić nawet 100 tysięcy. Za swój udział w tłumieniu powstania Reinefarth otrzymał 30 września 1944 Liście Dębowe do swojego Krzyża Rycerskiego.
W grudniu 1944 został dowódcą XVIII Korpusu Armijnego SS, który początkowo walczył z Armią Czerwoną w rejonie środkowej Odry, a następnie bronił twierdzy Kostrzyn (niem. Küstrin). Po wyczerpaniu zapasów amunicji Reinefarth odmówił jednak pod koniec oblężenia Festung Küstrin walki do ostatniego żołnierza i przedarł się wraz 600-osobowym oddziałem w stronę Berlina. Za niewykonanie rozkazu Hitlera został nawet skazany przez niemiecki trybunał wojskowy na karę śmierci. Wyrok nie został jednak nigdy wykonany, a Reinefarth dalej dowodził swoimi jednostkami, które przemianowano na XIV Korpus Armijny SS.

### Lata powojenne
Po zakończeniu wojny władze polskie zażądały od Brytyjczyków i Amerykanów ekstradycji zbrodniarza, jednak zachodni alianci uznali, że może on być przydatny jako świadek w procesach norymberskich i odmówili spełnienia żądania. Następnie był aresztowany przez pewien czas pod zarzutem zbrodni wojennych, ale sąd w Hamburgu zwolnił go z powodu braku dowodów.
W 1951 został wybrany na burmistrza miasta Westerland na wyspie Sylt. Odbudował miejscowość ze zniszczeń wojennych i postawił na rozwój turystyki, co pozwoliło miastu stać się jednym z najważniejszych kurortów w Niemczech Zachodnich. Był znany z zaangażowania w sprawy mieszkańców, dlatego też nie wypominano mu służby w SS i popełnionych zbrodni wojennych, także po jego śmierci.
W 1958 wybrano go do landtagu w Szlezwiku-Holsztynie, a po zakończeniu kadencji w 1967 rozpoczął pracę jako prawnik. Mimo licznych wezwań władz polskich do ekstradycji zbrodniarza, władze RFN konsekwentnie odmawiały i nawet przyznały Reinefarthowi rentę generalską.
Zmarł w 1979 w swojej rezydencji na wyspie Sylt, nigdy nie poniósłszy odpowiedzialności za swoje zbrodnie. Z uwagi na zajmowaną pozycję w SS i związane z nią   zastrzeżenia etyczne nie uzyskał jednak prawa do wykonywania zawodu notariusza, o które długo zabiegał.
W 1957 wschodnioniemiecka wytwórnia filmowa DEFA wyprodukowała film dokumentalny Urlop na Sylcie (Urlaub auf Sylt) o zbrodniach wojennych Reinefartha. Heinz Reinefarth był jednym z rozmówców Krzysztofa Kąkolewskiego w jego zbiorze wywiadów ze zbrodniarzami nazistowskimi Co u pana słychać?. Szwedzki pisarz Niclas Sennerteg wydał książkę Kat Warszawy.
10 lipca 2014 parlamentarzyści Szlezwika-Holsztynu w przyjętej jednogłośnie specjalnej uchwale wyrazili ubolewanie, że zbrodniarz wojenny, jakim był Reinefarth, mógł zostać posłem landtagu i poprosili ofiary o wybaczenie. Kilka tygodni wcześniej Rada Miasta Westerland podjęła decyzję o odsłonięciu 31 lipca 2014 na budynku ratusza tablicy pamiątkowej poświęconej powstaniu warszawskiemu i zbrodniom popełnionym przez Reinefartha. Tablica jest dwujęzyczna, ostatnie zdanie na niej brzmi:

Zawstydzeni pochylamy się nad ofiarami z nadzieją na pojednanie / Beschämt verneigen wir uns vor den Opfern und hoffen auf Versöhnung.